# Шквал (фильм)
«Шквал» (англ. The Squall) — чёрно-белая драма 1929 года.

## Сюжет
В семье венгерских фермеров Йозефа и Марии Лайос все складывается благополучно — дела процветают, супруги любят друг друга, их сын Поль делает успехи в колледже и влюблен в порядочную девушку Ирму, двое их работников, Петер и Лена, собираются пожениться. Эта идиллия рушится, когда неподалёку от их фермы разбивает лагерь цыганский табор.
Красивая и совершенно беспринципная цыганка Нуби словно шквал врывается в семью Лайос. Под предлогом своего христианского происхождения она начинает жить под их крышей и первым делом совращает Петера — он тратит на подарки цыганке все свои деньги и проводит с ней наедине долгие часы в поле. Хозяин дома, поверив словам Нуби, что Петер первым начал делать ей авансы, увольняет его.
Далее цыганка обольщает Поля — и юноша теряет интерес не только к учёбе, но и к своей невесте Ирме, — а вскоре и сам Йозеф Лайос подпадает под её чары. От полного краха семью Лайос спасает счастливое вмешательство цыгана Эль Моро. Заявив, что Нуби является дочерью цыганского барона, а сам он — её супруг, Эль Моро уводит её в табор, и в семье Лайос вновь воцаряется мир и покой.

## В ролях
- Ричард Такер — Йозеф Лайос
- Элис Джойс — Мария Лайос
- Кэррол Ни — Поль Лайос
- Мирна Лой — Нуби
- Лоретта Янг — Ирма
- СейЗу Питтс — Лена
- Гарри Кординг — Петер
- Николас Сусанин — Эль Моро
- Хэкэторн, Джордж — Ники